# Schliprüther Homert
Die Schliprüther Homert ist eine naturräumliche Untereinheit mit der Ordnungsnummer 3362.20 innerhalb des Südsauerländer Berglands (3362) und umfasst laut dem Handbuch der naturräumlichen Gliederung Deutschlands den südlichen Flügel des Homertrückens (3362.2). Benannt ist der Naturraum nach der größten Ansiedlung des Naturraums, dem Finnentroper Ortsteil Schliprüthen mit kleineren Bereichen von Eslohe im Ostteil.
Bei dem Naturraum handelt es sich um einen größtenteils bewaldeten, flachen und langgestreckten Höhenrücken mit 500 bis 650 m hohen Erhebungen. Von dem nördlichen Flügel des Homertrückens, der Wildewiese-Homert (3362.1), ist er durch die der Glinge-Salwey-Furche getrennt, in der auch die Stadtgrenze zu Sundern verläuft. Im Süden trennt die Frettersenke die Schliprüther Homert von den Naturräumen Kobbenroder Riegel (335.3) und Attendorn/Elsper Kalksenken (335.2).
Von der Almert (596 m) fällt das Gelände im Westen und Norden steil in das Lennetal und zum Gingebach ab. Nach Süden zum Fretterbach und Nordosten zur Salwey ist der Höhenrücken nur mäßig steil geböscht. Auf seiner gesamten Länge ist die Höhenlage fast gleichbleibend.
Geologisch gründet der bewaldete Westteil bis zur Siedlung Weuspert auf Sandsteinen und Schiefern der Höbräcker- und Mühlenbergschichten des Eifelelums. Die Böden sind an den Hängen flachgründig. Nur auf den Höhen sind etwas mächtigere, steinig-lehmig und meist gering basenreiche Böden zu finden.
Im östlichen Teil ab Schliprüthen bis zum Hasenknick (569 m) sind dagegen kalkführende Gesteine des Givetiums anstehend. Obwohl es ein quellenarmer Bereich ist, sind die Böden hier etwas tiefer, sowie steinig-grusig mit basenreichen Braunerden geringer Profilentwicklung. Sie werden teilweise landwirtschaftlich genutzt.
Die wenigen Siedlungen neben Schliprüthen und Weuspert sind Klingelborn, Faulebutter und Wörden.